# Argyra atriceps
Argyra atriceps är en tvåvingeart som beskrevs av Friedrich Hermann Loew 1857. Argyra atriceps ingår i släktet Argyra och familjen styltflugor. Inga underarter finns listade i Catalogue of Life.